# Kunsthaus Graz
La Kunsthaus Graz (in lingua italiana casa dell'arte) è un museo d'arte a Graz, in Austria.

## Storia
Progettata dagli architetti inglesi Peter Cook e Colin Fournier ed inaugurata nel 2003, nell'anno in cui Graz era la capitale europea della cultura.Oggi è considerata il simbolo della Graz moderna.
Viene classificato un esempio di Architettura blob, una corrente di progettazione del primo decennio del XXI secolo caratterizzata da geometrie organiche morbide.

## Struttura

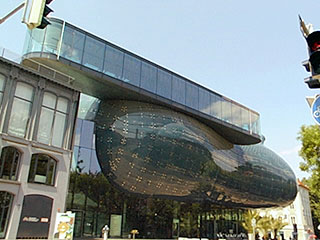
Laterale di giorno.

L'edificio, a forma di bolla, è coperto da una pelle di 1.066 elementi di plexiglas ed è denominato anche "friendly alien" per la sua forma bizzarra; di sera, la sua facciata si illumina e trasmette dei segnali luminosi, mentre di giorno la luce è risucchiata da alcune finestre rivolte al nord, tranne una diretta verso est, in direzione del simbolo storico di Graz, la Torre dell'Orologio (Uhrturm).

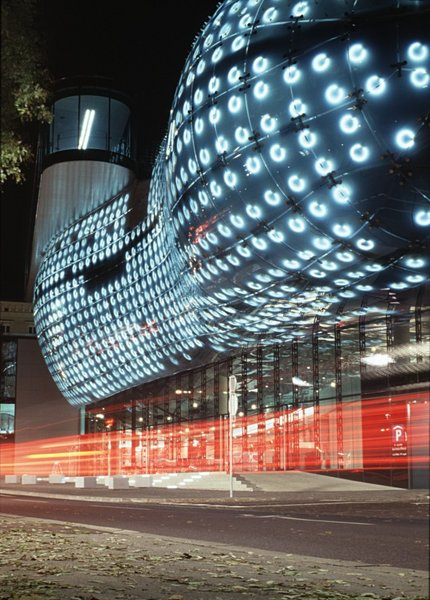
Il museo durante le ore notturne.

La struttura, nella sua forma e nei materiali utilizzati, mostra la volontà di distaccarsi coscientemente dalle case antiche dell'area circostante, con le loro tipiche tegole di cotto rosso, ma, tuttavia, si inserisce con molto rispetto verso l'antico. L'edificio ospita continuamente mostre d'arte moderna, anche grazie alla sua superficie gestita in maniera ottimale, che consente di dedicare due piani alle sole opere dell'ultimo cinquantennio; al suo interno si trovano anche un negozio, un ristorante, la medialounge e la Camera Austria, un'istituzione che organizza mostre e gestisce l'omonima rivista di fotografia.